# Christopher Nowinski
Christopher John Nowinski, né le 24 septembre 1978 à Arlington Heights en Illinois, est un catcheur américain. Il est également l'auteur d'un ouvrage intitulé Head Games: Football's Concussion Crisis qui étudie les effets à long terme des blessures crâniennes sur les athlètes.

## Carrière

### World Wrestling Entertainment (2002-2003)

#### Raw (2002-2003)
Chris Harvard a participé au Royal Rumble 2003. Il est entré troisième et s'est fait éliminer en deuxième. Il a été aussi deux fois WWE Hardcore Champion en 2002.

## Palmarès et récompenses
- Pro Wrestling Illustrated
  - Classé 75e des 500 meilleurs catcheurs en 2003[3]

- World Wrestling Entertainment
  - 2 fois WWE Hardcore Champion en 2002[4]

- Wrestling Observer Newsletter awards
  - Pire match de l'année 2002 avec Jackie Gayda contre Bradshaw et Trish Stratus à Raw le 7 juillet[5]